# Barlaston Hall

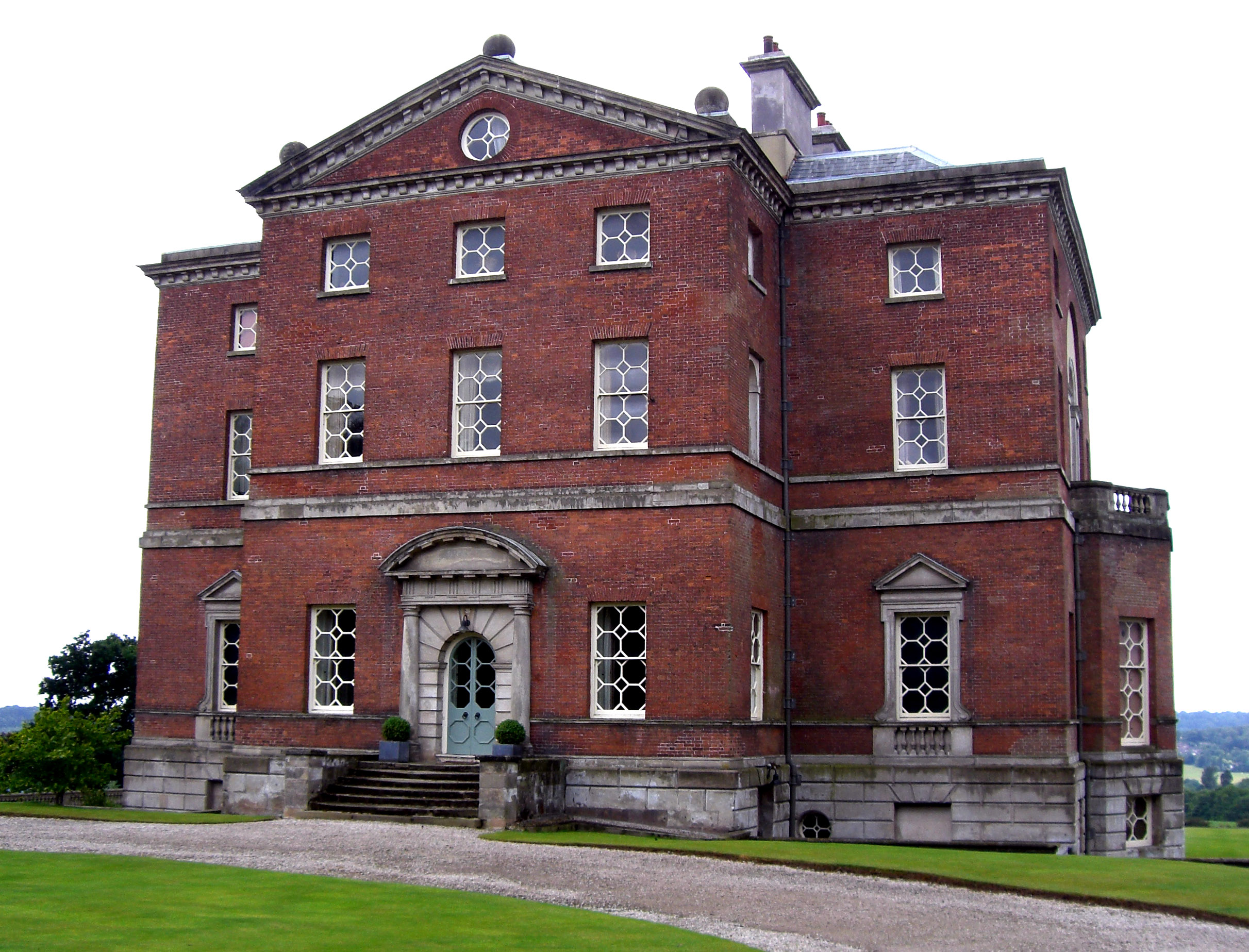
Aspecto do Barlaston Hal em 2008.

Barlaston Hall é um palácio rural, em Estilo Palladiano, localizado na aldeia de Barlaston, no Staffordshire , Inglaterra. Tem vista para o Rio Trent 8 km (5 milhas) a sul de Stoke-on-Trent. Foi comprado pela companhia de ceramica Wedgwood, em 1931, mas o abandono e o afundamento causado pela extracção de carvão deixaram o palácio perto da demolição no início da década de 1980. Foi comprado, pelo valor simbólico de 1 libra, e restaurado por um instituto estabelecido pelo grupo de pressão SAVE Britain's Heritage. Depois disso, voltou a ser utilizado como residência privada.

## História
Barlaston Hall foi construído pelo arquitecto Sir Robert Taylor para Thomas Mills, em 1756-1758, para substituir o solar que havia adquirido por matrimónio. O palácio apresenta um exterior em tijolo vermelho e é um dos poucos edifícios de Taylor que mantém a sua imagem de marca, os vidros octogonais e cortados em forma de diamante nas janelas de guilhotina.
O palácio chegou à família Adderley em 1816, quando Rosamund Mills, co-herdeira da propriedade de Barlaston, casou com Ralph Adderley, de Coton Hall, Hanbury, Staffordshire. O seu filho, Ralph Thomas Adderley, foi Alto Xerife de Staffordshire em 1866.
Depois da sua morte, em 1931, a propriedade de 1,5 km2 (380 acres) foi colocada à venda e comprada pela companhia de cerâmica Wedgwood, em 1937, como local para substituir as suas instalações em Etruria, a poucas milhas, na parte industrial de Stoke-on-Trent e na localidade onde Josiah Wedgwood, fundador da companhia, teve a sua residência, o Etruria Hall. Nos terrenos de Barlaston Hall foi construida uma olaria eléctrica e uma aldeia modelo para os seus empregados. A partir de 1945, o palácio passou a acolher o Wedgwood Memorial College, mas quando o edifício sofreu uma importante subsidência devido à extracção de carvão, o colégio mudou as suas instalações para a aldeia de Barlaston. O palácio tinha sido construído através duma falha geológica, tendo-se aberto buracos com 10 cm nas suas paredes.

## Restauro
No início da década de 1980, o palácio estava num terrível estado de decadência, com poucas reparações por muitos anos, infiltrações de água e uma séria ameaça de subsidência agravada pela extracção de carvão. Os soalhos tinham sido removidos, a maior parte da escadaria tinha colapsado e os tectos e estuques haviam caído para a cave. A Wedgwood apresentou dois pedidos para que o listed building classificado com o Grai I fosse demolido e um inquérito público foi convocado. O SAVE Britain's Heritage, com Kit Martin, o arquitecto Bob Weighton e a empresa de engenharia Peter Dann & Partners, formulou um plano para restaurar e proteger o palácio. O National Coal Board (NCB - Conselho Nacional do Carvão) disse que iria pagar pelos danos causados pela subsidência e os trabalhos para construir uma estrutura sob o edifício, pelo que, no dia 29 de Setembro de 1981, a Wedgwood ofereceu-se para vender o Barlaston Hall ao SAVE Britain's Heritage por 1 libra, com a condição que o restauro fosse concluído em cinco anos e, caso isso não acontecesse, a empresa cerâmica reteria uma opção para recomprar o palácio pelo mesmo valor.  
Foi constituído um instituto independente para restaurar o edifício, começando com as reparações no telhado. No entanto, a NCB renegou o compromisso que tinha assumido no inquérito público, o qual o obrigava a pagar as reparações dos danos causados no passado pela subsidência e por outros trabalhos preventivos, oferecendo, por outro lado, 25.000 libras de compensação sob a lei do carvão. A SAVE apelou para o controle de constitucionalidade contra a NCB e a Secretaria de Estado do Ambiente, cujo adiamento da certificação estava por trás da alteração de ponto de vista da NCB. TOs certificados foram rapidamente emitidos, forçando a mão da NCB, que acabou por concordar com o pagamento de 120.000 libras de compensação para financiar os trabalhos preventivos e pagou os custos judiciais. A Wedgwood também alargou o período de 5 anos, previsto inicialmente para o restauro, para mais 3. Concessões do English Heritage, do Historic Buildings Council, do Manifold Trust e um empréstimo do National Heritage Memorial Fund permitiram que os trabalhos fossem concluídos na década de 1990.
O restauro de Barlaston Hall é visto como uma das mais significativas histórias com sucesso no património inglês. O edifício foi comprado por James e Carol Hall, que restauraram o seu interior em Estilo Rococó, sendo, agora, uma residência de família.